# Brookfield Asset Management Ltd.
Brookfield Asset Management Ltd. è una società canadese-statunitense di investimenti alternativi. La società è stata fondata nel dicembre 2022 come spin-off delle operazioni di gestione patrimoniale di Brookfield Corporation. All'inizio, la società aveva sede a Toronto e nel dicembre 2024 ha trasferito i suoi uffici a New York. Brookfield Asset Management è posseduta al 13,8 percento da Brookfield Corporation.
Brookfield Asset Management è gestita dall'amministratore delegato Bruce Flatt, che è anche amministratore delegato di Brookfield Corporation. Verso la fine del 2024, gli asset under management della società hanno raggiunto il traguardo di per oltre 1.000 miliardi dollari, tra settore immobiliare, energia rinnovabile, infrastrutture, credito e private equity, rendendola una delle più grandi società di investimento al mondo.

## Storia
Nel settembre 2024, BAM suggerì di spostare la sua sede centrale negli Stati Uniti nel tentativo di essere inclusa in più indici azionari americani. Due mesi dopo, la società annunciò il trasferimento da Toronto a New York. Il trasferimento faceva parte di una ristrutturazione più ampia, in base alla quale BAM avrebbe acquisito il 100 percento delle operazioni di gestione patrimoniale del gruppo Brookfield acquisendo la quota del 73 percento nella società detenuta da Brookfield Corporation.
Il 16 gennaio 2025, Mark Carney lascia l'incarico di presidente di Brookfield Asset Management, per candidarsi alle elezioni del 2025 per la leadership del Partito Liberale del Canada. L'amministratore delegato Bruce Flatt ha assunto la responsabilità aggiuntiva di presidente.